# Cantonul Saint-Malo-Nord
Cantonul Saint-Malo-Nord este un canton din arondismentul Rennes, departamentul Ille-et-Vilaine, regiunea Bretania, Franța.